# 沙芦草
沙芦草（学名：Agropyron mongolicum）又名蒙古冰草，是一种禾本科冰草属多年生二倍体草本植物。这种植物分布于中国内蒙古、山西、宁夏、陕西、甘肃及新疆等省区；此外，欧洲、俄罗斯中亚和蒙古均有。是一种广泛种植的牧草。
种加名 mongolicum 意为“蒙古的”。